# Qaarsut
Qaarsut (nøgne bjerg) er en bygd i Avannaata Kommune i Vestgrønland. Bygden ligger på nordkysten af Nuussuaq-halvøen ved foden af det 1977 m høje fjeld Qilertinnguit og ca. 20 km vest for Uummannaq. Indtil januar 2009 tilhørte bygden Uummannaq Kommune. Der var 196 indbyggere i 2010. Befolkningens vigtigste indtægtskilder er sæljagt og fiskeri.
Bygden har en regional flyveplads. som blev indviet den 29. september 1999. Der er forbindelse til Ilulissat og Upernavik, samt helikopterforbindelse til og fra Uummannaq. .
Skolen og kirken er i samme bygning. Skolen havde i 2011 40 elever, fordelt på 1. – 9. klassetrin, men fordelt på kun 4 klasser. Skolen er tilkoblet det grønlandske skolenet – ATTAT – og har også videokonferenceudstyr som kan bruges i undervisningen. Der er butik, servicecenter og sundhedsstation.
Grønlands første kulmine var i drift i Qaarsut fra 1778 til 1924.
Få kilometer øst for Qaarsut ligger inuit bopladsen Qilakitsoq. Bopladsen er kendt for fundet i 1972 af otte mumificerede lig fra Thulekulturen. Mumierne fra Qilakitsoq gav vigtig indsigt i livet for inuitter, der levede for 500 år siden i Thule-kulturen.
- Skolekapellet
- Qaarsut og Uummannaqsfjeldet
- Qaarsut
- Qaarsut
- Qaarsuts skole
- Qaarsutkulminen i 1907

## References
- Wikimedia Commons har flere filer relateret til Qaarsut